# Charismatic
Charismatic (1996-2017), est un cheval de course pur-sang américain, élu cheval de l'année aux États-Unis en 1999. 

## Carrière de course
Charismatic restera sans nul doute l'un des plus singuliers vainqueurs classiques américains. Acquis foal (à 6 mois) pour 200 000 dollars par les époux Lewis, qui comptent alors parmi les propriétaires les plus en vue dans les courses américaines (les Hall of Famers Serena's Song et Silver Charm, entre autres, ont fait briller leur casaque dans les années 90), le poulain est placé chez Wayne Lukas, en Californie. Mais le grand Lukas, de son propre aveu, ne sait pas sur quel bouton appuyer pour faire avancer ce poulain, confessant même s'être senti "idiot". Il est vrai que le palmarès de Charismatic, à la fin de son année de 2 ans, est pour le moins maigrelet. S'il décroche son maiden, facilement d'ailleurs, par 5 longueurs, c'est in extremis, en novembre, à sa sixième tentative. Auparavant, on l'aura vu traîner sa misère : deux fois placé (mais à bonne distance du lauréat) et trois fois bon dernier loin, très loin derrière certains de ses congénères dont on n'entendra plus jamais parler par la suite. Cette première victoire, le 21 novembre 1998, a failli coûter aux Lewis la propriété du poulain. En effet, Lukas, en désespoir de cause, a engagé son protégé ce jour-là dans une course à réclamer, c'est-à-dire une course dont tous les partants sont à vendre. Charismatic était à vendre 62 500 dollars, mais personne n'a voulu l'acheter.  
Charismatic est un nobody lorsqu'il rentre à 3 ans (une semi-rentrée d'ailleurs, puisqu'il ne bénéficie que d'un seul mois de trêve hivernale). Et il le reste encore, même si Lukas tente curieusement de l'aligner au départ d'une course de groupe, ce qui témoigne malgré tout d'une certaine estime : que le poulain ne lui rend pas d'ailleurs, puisqu'il termine, encore une fois, bon dernier, à plus de 13 longueurs, c'est-à-dire une année-lumière. Cette fois, les Lewis sont décidés à sauver ce qui peut l'être, autrement dit à récupérer au moins une partie des 200 000 dollars investis dans le poulain. De plus, Lukas veut voir ce qu'il donne en étant monté aux avant-postes. Alors Charismatic est engagé dans un autre réclamer, une autre course à l'issue de laquelle le poulain changer de casaque sans que ses propriétaires puissent se rétracter. Et la tactique semble plus adapté : Charismatic gagne encore - sur tapis vert cette fois, puisque arrivé deuxième, il bénéficie de la rétrogradation du vainqueur, qui a gêné ses adversaires. Mais encore une fois, personne ne veut l'acheter. Les Lewis s'en désolent, mais ils n'ont pas de boule de cristal. Une semaine plus tard, Charismatic court en progrès, terminant deuxième, à 5 longueurs certes, d'une allowance. Mieux : quinze jours plus tard, le voilà deuxième d'un groupe 3, d'une tête cette fois. Le poulain semble subitement transformé, à tel point qu'il est aligné au départ du Santa Anita Derby : il termine quatrième, à distance. Lukas emmène alors à Keeneland, Kentucky, à 3 500 kilomètres, pour participer aux Lexington Stakes, la dernière course qualificative pour le Kentucky Derby. Charismatic l'emporte brillamment, record de la course à la clé. Miracle.   
Voilà donc Charismatic et ses deux victoires et demi en 14 courses, dont deux réclamer, au départ de la plus prestigieuse des courses américaines, rassemblant les meilleurs 3 ans du pays. Évidemment, on ne fait pas grand cas de sa candidature, et il est proposé à 31/1, parmi les plus gros outsiders. Les jockeys qui l'avaient monté jusqu'à présent étant requis par des montures plus en vue, Wayne Lukas fait appel à Chris Antley, qui découvre ainsi son partenaire en course. Le duo s'entend très bien : à la surprise générale, Charismatic l'emporte d'une encolure devant Menifee et les autres favoris, devenant ainsi le 125ème lauréat de la plus prestigieuse course américaine, lui qui quelques semaines plus tôt était encore à vendre. Quinze jours plus tard, l'heure de la revanche a sonné pour les favoris défaits dans les Preakness Stakes, deuxième manche de la Triple couronne américaine. On peine à imaginer Charismatic réitérer son exploit de Churchill Downs et, chose rare pour un Derby-winner, il n'est pas le favori de l'épreuve, un statut qui revient à Menifee. Il n'est même que le cinquième cheval au betting. Mais il gagne. Cette fois plus nettement encore, une longueur et demie devant Menifee. La surprise de l'année n'en est plus tout à fait une : Charismatic est désormais à une victoire du graal, cette Triple couronne qui n'a plus été conquise depuis Affirmed en 1978.  
Il faut pour cela remporter les Belmont Stakes. Charismatic en est, enfin, le favori. Menifee est là, plusieurs vaincus de Churchill Downs et Pimlico sont là, la championne Silverbulletday est là, qui vient de s'adjuger huit courses d'affilée, dont les Kentucky Oaks. 85 000 spectateurs sont là aussi. En près d'un siècle, seulement onze chevaux sont parvenus à décrocher la Triple couronne, tous des cracks. Le douzième s'annonce le plus singulier, le moins attendu d'entre eux depuis Sir Barton en 1919. Mais l'aventure de Charismatic s'arrête là. Il semble pourtant parti pour la gloire en attaquant à l'entrée de la ligne droite. Mais le poulain subitement ralentit son action, et laisse passer deux gros outsiders, Lemon Drop Kid, largement battu dans le Derby, et Vision and Verse, qui n'avait même pas pris part aux deux premières manches. Charismatic préserve sa troisième place mais, sitôt le poteau franchi, Chris Antley l'arrête et met le pied à terre. Il vient peut-être de lui sauver la vie : le poulain vient de se fracturer plusieurs os, dont l'os sésamoïde et l'os du canon. Quelques mètres de plus et la blessure pouvait être fatale. Chris Antley quitte la piste en larmes, et Charismatic l'hippodrome en ambulance équine. Il survivra. Chris Antley mourra, lui, un an et demi plus tard, dans des circonstances mystérieuses, probablement victime d'une overdose.   

### Résumé de carrière
| Date        | Hippodrome      | Pays        | Course                | Statut      | Distance    | Jockey              | Place       | Écart       | Vainqueur ou deuxième |
| 1998, 2 ans | 1998, 2 ans     | 1998, 2 ans | 1998, 2 ans           | 1998, 2 ans | 1998, 2 ans | 1998, 2 ans         | 1998, 2 ans | 1998, 2 ans | 1998, 2 ans           |
| ----------- | --------------- | ----------- | --------------------- | ----------- | ----------- | ------------------- | ----------- | ----------- | --------------------- |
| 20 juin     | Hollywood Park  | États-Unis  | Maiden                |             | 1 000 m     | D. Flores           | 6e / 6      | 3 ¼         | O'Rey Fantasma        |
| 25 juillet  | Del Mar         | États-Unis  | Maiden                |             | 1 200 m     | Corey Nakatani      | 3e / 8      | 1 ½         | Prized Demon          |
| 23 août     | Del Mar         | États-Unis  | Maiden                |             | 1 100 m     | Chris McCarron      | 4e / 4      | 5           | Out In Front          |
| 1er octobre | Santa Anita     | États-Unis  | Maiden                |             | 1 600 m     | Laffitt Pincay, Jr. | 3e / 7      | 10          | Crowning Storm        |
| 17 octobre  | Santa Anita     | États-Unis  | Maiden                |             | 1 600 m     | Chris McCarron      | 9e / 9      | 25 ¾        | Lexington Beach       |
| 21 novembre | Hollywood Park  | États-Unis  | Claiming Race         |             | 1 300 m     | Laffitt Pincay, Jr. | 1er / 6     | 5           | Wandering             |
| 27 décembre | Santa Anita     | États-Unis  | Allowance             |             | 1 300 m     | Laffitt Pincay, Jr. | 3e / 8      | 4 ½         | Bright Valour         |
| 1999, 3 ans |                 |             |                       |             |             |                     |             |             |                       |
| 16 janvier  | Santa Anita     | États-Unis  | Allowance             |             | 1 700 m     | Laffitt Pincay, Jr. | 5e / 10     | 4           | Mr. Broad Blade       |
| 31 janvier  | Santa Anita     | États-Unis  | Santa Catalina Stakes | Gr. 2       | 1 700 m     | Laffitt Pincay, Jr. | 5e / 5      | 13 ½        | General Challenge     |
| 11 février  | Santa Anita     | États-Unis  | Claiming Race         |             | 1 300 m     | Chris McCarron      | (1er / 9)   | (encolure)  | Valley Don            |
| 19 février  | Santa Anita     | États-Unis  | Allowance             |             | 1 400 m     | Laffitt Pincay, Jr. | 2e / 5      | 5           | Apremont              |
| 6 mars      | Bay Meadows     | États-Unis  | El Camino Real Derby  | Gr. 3       | 1 700 m     | Ronald Warren, Jr.  | 2e / 7      | tête        | Cliquot               |
| 3 avril     | Santa Anita     | États-Unis  | Santa Anita Derby     | Gr. 1       | 1 800 m     | Laffitt Pincay, Jr. | 4e / 8      | 8 ¼         | General Challenge     |
| 18 avril    | Keeneland       | États-Unis  | Lexington Stakes      | Gr. 2       | 1 700 m     | Jerry Bailey        | 1er / 12    | 2 ½         | Yankee Victor         |
| 1er mai     | Churchill Downs | États-Unis  | Kentucky Derby        | Gr. 1       | 2 000 m     | Chris Antley        | 1er / 19    | encolure    | Menifee               |
| 15 mai      | Pimlico         | États-Unis  | Preakness Stakes      | Gr. 1       | 1 900 m     | Chris Antley        | 1er / 13    | 1 ½         | Menifee               |
| 5 juin      | Belmont Park    | États-Unis  | Belmont Stakes        | Gr. 1       | 2 400 m     | Chris Antley        | 3e / 12     | 1 ¾         | Lemon Drop Kid        |

## Au haras
Remis de sa blessure, Charismatic commence sa carrière d'étalon au grand haras Lane's End Farm dans le Kentucky, à $ 35 000 la saillie. Mais après deux saisons il est vendu au Japon et s'installe à la JBBA's Shizunai Stallion Station. Son tarif déclinant (de 2 millions de yens à 400 000 yens en 2015, sa dernière saison) dit assez bien son semi-échec comme reproducteur. Son meilleur produit américain, Sun King, a obtenu des accessits dans une multitude de groupe 1 (Champagne Stakes, Breeders' Cup Juvenile, Woodward Stakes, Haskell Invitational...) sans parvenir à en décrocher un, et au Japon on lui doit le brave et endurant Wonder Acute, vainqueur de groupe 1 locaux sur le dirt. 
Le 26 octobre 2016, Charismatic est mis à la retraite et rapatrié aux États-Unis pour finir ses jours à la Old Friends Equine près de Lexington, Kentucky, une sorte de maison de retraite pour vieux champions. Il y trouve la mort quelques mois plus tard, victime d'une fracture du bassin.

## Origines
Charismatic est un fils de Summer Squall, frère du Hall of Famer A.P. Indy et lui-même lauréat des Preakness Stakes en 1990, et qui réussit une honorable carrière d'étalon. La mère, Bali Babe, avait un âge avancé, 16 ans, lorsqu'elle donna la vie à Charismatic. Elle ne gagna pas un dollar lors de ses deux prestations en piste, mais cette fille de Drone, modeste compétiteur mais formidable père de mères installé à Claiborne Farm, dont les filles ont donné le crack anglais Dancing Brave et un autre vainqueur de Kentucky Derby, Grindstone, se rattrapa au haras puisqu'avant Charismatic elle donna le jour à deux autres chevaux qui se sont illustrés au niveau des groupe 1 : Millennium Wind (par Cryptoclearance), vainqueur des Blue Grass Stakes et deuxième du Hollywood Futurity, et Tossofthecoin (par Magesterial), deuxième des Wood Memorial Stakes et des California Stakes, et troisième de la Hollywood Gold Cup. 

### Pedigree
| Origines de Charismatic (USA), mâle alezan né en 1996 | Origines de Charismatic (USA), mâle alezan né en 1996 | Origines de Charismatic (USA), mâle alezan né en 1996 | Origines de Charismatic (USA), mâle alezan né en 1996 |
| ----------------------------------------------------- | ----------------------------------------------------- | ----------------------------------------------------- | ----------------------------------------------------- |
| Père Summer Squall                                    | Storm Bird                                            | Northern Dancer                                       | Nearctic                                              |
| Père Summer Squall                                    | Storm Bird                                            | Northern Dancer                                       | Natalma                                               |
| Père Summer Squall                                    | Storm Bird                                            | South Ocean                                           | New Providence                                        |
| Père Summer Squall                                    | Storm Bird                                            | South Ocean                                           | Shining Sun                                           |
| Père Summer Squall                                    | Weekend Surprise                                      | Secretariat                                           | Bold Ruler                                            |
| Père Summer Squall                                    | Weekend Surprise                                      | Secretariat                                           | Somethingroyal                                        |
| Père Summer Squall                                    | Weekend Surprise                                      | Lassie Dear                                           | Buckpasser                                            |
| Père Summer Squall                                    | Weekend Surprise                                      | Lassie Dear                                           | Gay Missile                                           |
| Mère Bali Babe                                        | Drone                                                 | Sir Gaylord                                           | Turn-To                                               |
| Mère Bali Babe                                        | Drone                                                 | Sir Gaylord                                           | Somethingroyal                                        |
| Mère Bali Babe                                        | Drone                                                 | Cap and Bells                                         | Tom Fool                                              |
| Mère Bali Babe                                        | Drone                                                 | Cap and Bells                                         | Ghazni                                                |
| Mère Bali Babe                                        | Polynesian Charm                                      | What A Pleasure                                       | Bold Ruler                                            |
| Mère Bali Babe                                        | Polynesian Charm                                      | What A Pleasure                                       | Grey Flight                                           |
| Mère Bali Babe                                        | Polynesian Charm                                      | Grass Shack                                           | Polynesian                                            |
| Mère Bali Babe                                        | Polynesian Charm                                      | Grass Shack                                           | Good Example (famille 10-a)                           |